# Liste der Stolpersteine in Hardinxveld-Giessendam

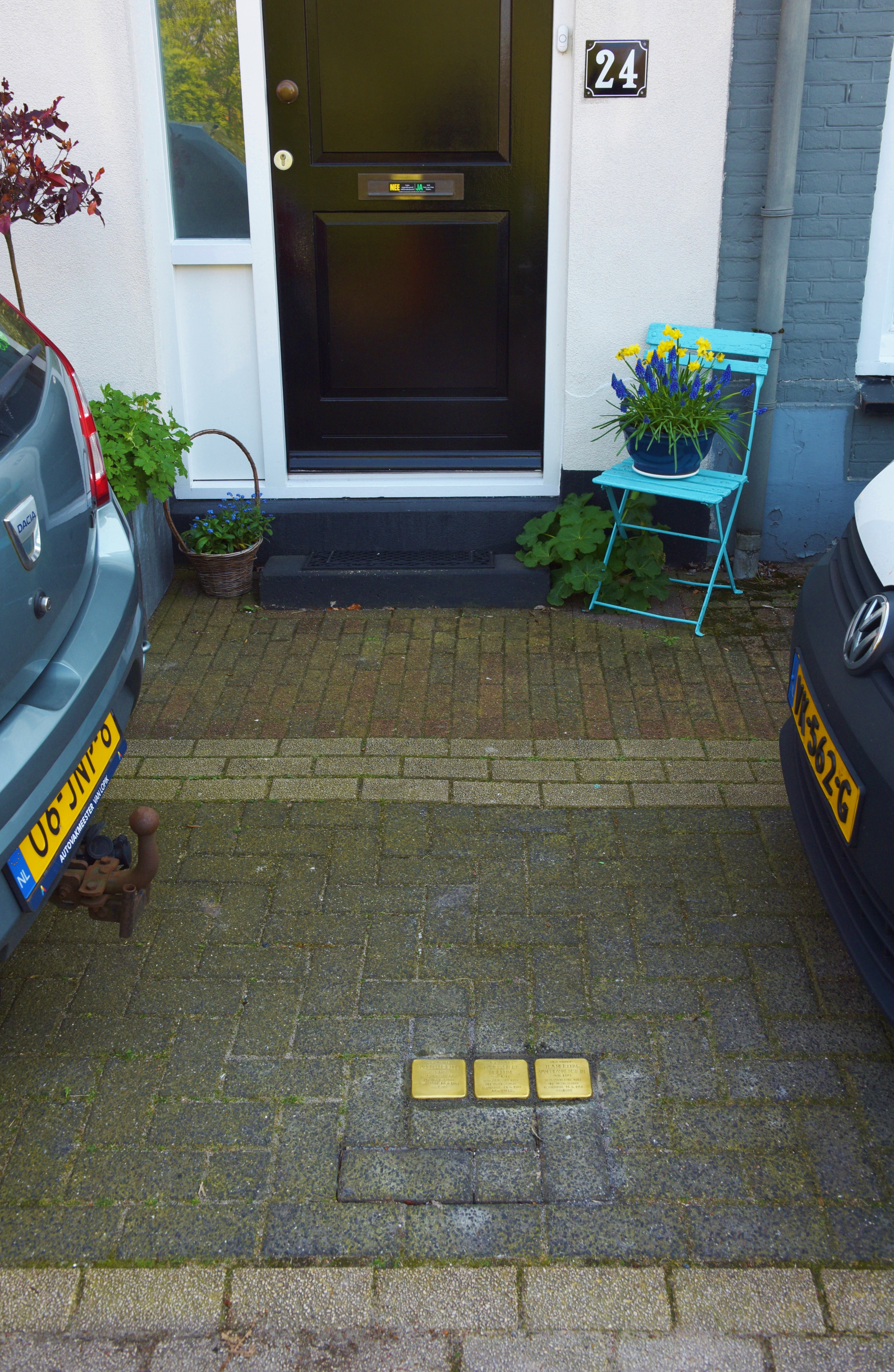
Stolpersteine in Hardinxveld-Giessendam

Die Liste der Stolpersteine in Hardinxveld-Giessendam umfasst die Stolpersteine, die vom deutschen Künstler Gunter Demnig in Hardinxveld-Giessendam verlegt wurden, einer Gemeinde im Südosten der niederländischen Provinz Zuid-Holland. Stolpersteine sind Opfern des Nationalsozialismus gewidmet, all jenen, die vom NS-Regime drangsaliert, deportiert, ermordet, in die Emigration oder in den Suizid getrieben wurden. Demnig verlegt für jedes Opfer einen eigenen Stein, im Regelfall vor dem letzten selbst gewählten Wohnsitz.
Die ersten, bislang einzigen Verlegungen in der Gemeinde Hardinxveld-Giessendam fanden am 12. März 2019 statt.

## Verlegte Stolpersteine
Bislang wurden in Hardinxveld-Giessendam drei Stolpersteine an einer Anschrift verlegt.
| Stolperstein | Inschrift | Verlegort   | Name, Leben                              |
| ------------ | --- | ----------- | ---------------------------------------- |
|              | HIER WOHNTE BAREND MEIBOOM GEB. 1873 DEPORTIERT 1943 AUS WESTERBORK ERMORDET 14.5.1943 SOBIBOR                | De Buurt 24 | Barend Meiboom (1873–1943)               |
|              | HIER WOHNTE DAVID PHILIP MEIBOOM GEB. 1913 DEPORTIERT 1944 AUS WESTERBORK ERMORDET 31.5.1944 AUSCHWITZ        | De Buurt 24 | David Philip Meiboom (1913–1944)         |
|              | HIER WOHNTE LEA MEIBOOM- VAN BLANKENSTEIN GEB. 1873 DEPORTIERT 1943 AUS WESTERBORK ERMORDET 14.5.1943 SOBIBOR | De Buurt 24 | Lea Meiboom van Blankenstein (1873–1943) |

## Verlegedatum
- 12. März 2019